# Hedera sinensis
Hedera sinensis — один із 16 видів роду плюща (Hedera), який належить до родини аралієвих. Зростає по скелях та корі дерев до приблизної висоти 3 метри.

## Опис
Це вічнозелена рослина з простими листками. Листки розташовані навпроти один одного. Вони яйцеподібні не порізані (цілісні). Плоди чорні — кістянки. Коренева система така ж як і у інших видів плющів. Квітки мають п'ять пелюсток жовтого кольору, і розміщені у вигляді парасольки, та цвітуть з серпня по жовтень.